# Говоры (Красиловский район)
Говоры (укр. Говори) — село в Красиловском районе Хмельницкой области Украины.
Население по переписи 2001 года составляло 104 человека. Почтовый индекс — 31051. Телефонный код — 3855. Занимает площадь 0,635 км². Код КОАТУУ — 6822782403.

## Местный совет
31051, Хмельницкая обл., Красиловский р-н, с. Глебки, ул. Центральная